# Juan Pablo Alemán
Juan Pablo Alemán Morales (Tarija, 4 de mayo de 1990) es un futbolista boliviano. Juega como centrocampista y su equipo actual es Libertad Gran Mamoré de la Primera División de Bolivia.

## Clubes
| Club                 | País    | Año               |
| -------------------- | ------- | ----------------- |
| Ciclón               | Bolivia | 2013              |
| Nacional Potosí      | Bolivia | 2014 - 2015       |
| Ciclón               | Bolivia | 2016              |
| Blooming             | Bolivia | 2017              |
| Real Potosí          | Bolivia | 2018 - 2019       |
| Real Tomayapo        | Bolivia | 2019 - 2023       |
| Libertad Gran Mamoré | Bolivia | 2023 - Actualidad |